# Mesoleius frontatus
Mesoleius frontatus är en stekelart som beskrevs av Thomson 1894. Mesoleius frontatus ingår i släktet Mesoleius och familjen brokparasitsteklar. Arten är reproducerande i Sverige. Inga underarter finns listade i Catalogue of Life.